# 빌리 뵈클
빌리 뵈클(독일어: Willy Böckl, 1893년 1월 27일 - 1975년 4월 22일)은 오스트리아의 피겨 스케이팅 선수였다. 그는 세계 피겨 스케이팅 선수권 대회에서 4번 우승했고 동계 올림픽에서 은메달을 2번 획득했다. 현역에서 은퇴한후, 그는 미국으로 이주했고 코치가 되었다.